# Beatrycze z Tendy
Beatrycze z Tendy (wł. Beatrice di Tenda) – opera seria Vincenza Belliniego z librettem Felice Romaniego.

## Osoby
- Filip (Filippo) Maria Visconti, książę Mediolanu – baryton
- Beatrycze z Tendy (Beatrice di Tenda), żona Filipa – sopran
- Agnieszka z Maino (Agnese del Maino), hrabina – mezzosopran
- Orombello, paź na dworze Filipa – tenor
- Anichino, dawny kanclerz kondotiera Facina Cane – tenor
- Rizzardo del Maino, brat Agnieszki – tenor
- Dworzanie, sędziowie, urzędnicy, giermkowie, damy, żołnierze – chór

## Treść
Libretto Beatrycze z Tendy zostało osnute na wydarzeniach autentycznych – historii księcia Mediolanu Filipa Marii Viscontiego oraz jego żony Beatrycze di Laskaris, oskarżonej przez męża w 1418 r. o zdradę małżeńską i po torturach straconej razem z rzekomym kochankiem, paziem Michele Orombello.

### Akt I
W czasie uroczystości dworskich na zamku Binasco Filip wzdycha do hrabiny Agnieszki del Maino, lekceważąc poślubioną dla majątku i wpływów Beatrycze. Dworzanie podpowiadają księciu pozbycie się żony. Agnieszka kocha Orombella, a kiedy dowiaduje się, że on jest zakochany w księżnej, postanawia zemścić się na rywalce. Beatrycze cierpi z powodu niechęci męża, a Orombello dowiedziawszy się o tym obiecuje jej pomoc. W czasie rozmowy zostają zaskoczeni przez Filipa wraz z dworem i — mimo zapewnień o niewinności – aresztowani.

### Akt II
Na zamku odbywa się proces rzekomych kochanków. Orombello poddany torturom przyznał się do romansu z księżną, ona zaprzeczyła wszystkim oskarżeniom. Przed trybunałem Beatrycze dumnie odrzuca pomówienia, a sprowadzony przed sędziów paź odwołuje wydobyte torturami zeznania. Postawa obojga wzrusza nawet Agnieszkę i bliska jest skłonienia Filipa do uwolnienia oskarżonych, ale trybunał żąda poddania ich dalszym torturom. Agnieszka próbuje namówić księcia, by odstąpił od zamiaru skazania żony na śmierć, mimo że on ofiaruje jej koronę po pozbyciu się Beatrycze. Sumienie Filipa odzywa się i książę chce podrzeć przygotowany wyrok. Jednak na wiadomość, że zwolennicy pierwszego męża księżnej, kondotiera Facina Cane, zbierają się, by zaatakować zamek, skazuje Beatrycze. Księżna pojawia się po raz ostatni, przebacza skruszonej Agnieszce i nieszczęsnemu paziowi, który ją pomówił i godnie odchodzi na śmierć.

## Historia utworu
Beatrycze z Tendy powstała na zamówienie weneckiego Teatru La Fenice, który oczekiwał utworu z wielką partią dla Giuditty Pasty, czołowego sopranu tej epoki. Librecista Felice Romani zaproponował zaadaptowanie dramatu Aleksandra Dumasa opiewającego szwedzką królową Krystynę, lecz kompozytor i śpiewaczka wybrali temat znany z wystawianego w 1832 roku w La Scali baletu. Przeciągające się przygotowanie libretta spowodowało opóźnienie planowanej premiery i napięcia pomiędzy Bellinim a Romanim, które doprowadziły do późniejszego zerwania ich współpracy (libretto kolejnej opery Belliniego, Purytanów napisał Carlo Pepoli).
Premiera opery zakończyła się porażką. W latach 1835–1840 wystawiano Beatrycze z Tendy w kilku teatrach włoskich i zagranicznych, później znikła z repertuaru scenicznego. W XX w. wykonano dzieło w 1935 roku w Katanii, a następnie dopiero w 1961, kiedy to partią Beatrycze zainteresowała się Joan Sutherland. Ponad 130 lat po prapremierze, w 1964 roku, utwór wrócił na scenę Teatru La Fenice z Leylą Gencer w partii tytułowej. Współcześnie Beatrycze z Tendy nie jest jednak często wystawiana, choć partię księżnej ma w swoim repertuarze jedna z największych gwiazd operowych ostatnich dziesięcioleci, Edita Gruberová.

## Motywy zBeatrycze z Tendyu innych kompozytorów
- Henri Rosellen (1811-1876), francuski pianista, kompozytor i pedagog, skomponował Fantazję na temat ulubionego romansu z opery "Beatrycze z Tendy" Belliniego op. 40[1]
- Sigismund Thalberg (1812-1871), wirtuoz fortepianu i kompozytor, stworzył fortepianową Fantazję na tematy z "Beatrycze z Tendy" op. 49 i Wielkie duo koncertujące na fortepian i wiolonczelę na tematy z "Beatrycze z Tendy" op. 49bis[2]
- Giovanni Bottesini (1821-1889), włoski kompozytor i wirtuoz kontrabasu, stworzył Fantazję na temat z "Beatrycze z Tendy" na kontrabas z towarzyszeniem orkiestry
- Sydney Smith (1839-1889), brytyjski kompozytor i pianista, skomponował utwór Beatrycze z Tendy – Wielka fantazja op. 147[3]

## Wybrane nagrania
| Obsada (Beatrycze, Filip, Orombello, Agnieszka)                            | Dyrygent        | Orkiestra, chór                                         | Wytwórnia | Rok nagrania | Uwagi                                        |
| -------------------------------------------------------------------------- | --------------- | ------------------------------------------------------- | --------- | ------------ | -------------------------------------------- |
| Joan Sutherland, Cornelius Opthof, Luciano Pavarotti, Josephine Veasey     | Richard Bonynge | Londyńska Orkiestra Symfoniczna, Ambrosian Opera Chorus | Decca     | 1966         | Pierwsze studyjne nagranie Beatrycze z Tendy |
| Mariana Nicolesco, Piero Cappuccilli, Vincenzo La Scola, Stefania Toczyska | Alberto Zedda   | Orkiestra Monte Carlo, Chór Filharmonii Praskiej        | Sony      | 1986         |                                              |
| Edita Gruberová, Michael Volle, Raúl Hernández, Stefania Kaluza            | Marcello Viotti | Orkiestra i Chór Opery w Zurychu                        | TDK       | 2002         | DVD, nagranie na żywo                        |